# Plzeň-město
Plzeň-město (tjeckiska: okres Plzeň-město) är ett distrikt i Tjeckien. Det ligger i regionen Plzeň, i den västra delen av landet, 80 km väster om huvudstaden Prag. Antalet invånare är 163 953. Arean är 261 kvadratkilometer.
Terrängen i Plzeň-město är huvudsakligen platt, men åt sydost är den kuperad.
Plzeň-město delas in i:
- Plzeň
- Chválenice
- Štěnovický Borek
- Šťáhlavy
- Tymákov
- Nezvěstice
- Chrást
- Lhůta
- Starý Plzenec
- Kyšice
- Letkov
- Mokrouše
- Nezbavětice
- Losiná
- Dýšina

Följande samhällen finns i Plzeň-město:
- Plzeň